# Vulli
 (septembre 2015).
Si vous disposez d'ouvrages ou d'articles de référence ou si vous connaissez des sites web de qualité traitant du thème abordé ici, merci de compléter l'article en donnant les références utiles à sa vérifiabilité et en les liant à la section « Notes et références ».
Vulli est une entreprise française, spécialisée dans les articles de puériculture et le jouet premier âge. Elle est établie depuis 1946 à Rumilly en Haute-Savoie et propose 250 références de produits dont la célèbre « Sophie la girafe ».

## Histoire
En 1961, un M. Rampeau, spécialiste de la transformation de la sève d'Hévéa grâce au concept de rotomoulage du caoutchouc, décide d'appliquer cette technique industrielle à la fabrication de jouets. Un des premiers jouets élaborés est une petite girafe dont la taille et la forme sont idéales pour la préhension du bébé. La première « Sophie la girafe » est fabriquée le 25 mai 1961.
D'emblée le produit, composé à base de caoutchouc issu de la sève d'hévéa 100 % naturelle, est un succès commercial dont la notoriété s'étend par le simple « bouche à oreille ». Dans toute l'Europe des générations d'enfants vont adopter ce jouet très apprécié des parents, en particulier lors des premières poussées dentaires.
Au cours des années, une gamme complète de produits s'est constituée autour de la petite girafe.

## Produits
250 références de jouets et de matériel de puériculture, dont la célèbre « Sophie la girafe ». En 2007, la vingt millionième petite girafe a été fabriquée lors d'un processus plus proche de l'artisanat que de l'industrie puisqu'il ne faut pas moins de quatorze opérations manuelles pour la réaliser. Il s'agit d'un jouet mettant particulièrement en éveil tous les sens du bébé : la vue avec ses couleurs contrastées, le toucher avec ses parties en relief — la préhension est facile grâce à sa taille et à sa forme —, l'ouïe grâce à son sifflet, mais aussi l'odeur et le goût, grâce au caoutchouc 100 % naturel. La peinture utilisée est de qualité alimentaire et le jouet peut donc être mordillé sans danger.
En 2007 est lancée la nouvelle gamme « Klorofil » dont le but est de permettre aux enfants de découvrir, tout en s'amusant, le développement durable à travers des notions telles l'écologie, les énergies renouvelables et la protection des espèces en voie de disparition. Cette nouvelle gamme est élaborée à partir d'un autre jouet « l'Arbre magique » fabriqué depuis 25 ans (ce jouet est aussi connu sous le nom de "Tree tots" (Kenner, 1975) et "la maison dans l'arbre", un jouet japonais de la gamme Koeda chan). En 2015, ce jouet toujours fabriqué en Haute-Savoie, fête ses 40 ans. À cette occasion, il retrouve son décor d'origine pour une édition collector en série limitée et numérotée.http://www.maxi-mag.fr/famille/enfant/larbre-magique-40-ans.html